# 隆高地区圣安德雷
隆高地区圣安德雷是奥地利萨尔茨堡州隆高县的一个市镇。总面积10.5平方公里，总人口706人，人口密度67.2人/平方公里（2005年）。